# Highwaymen Motorcycle Club
Der Highwaymen Motorcycle Club ist ein Motorradclub aus Detroit, Michigan, der zu den Outlaw Motorcycle Gangs zählt.

## Geschichte
Der Club wurde 1954 in Detroit gegründet. 1955 gehörten die Highwaymen noch zur American Motorcyclist Association (AMA), lösten sich aber aus dieser Organisation im Zuge des Aufkommens der Onepercenter. Seit dieser Zeit wurde er öfter das Ziel polizeilicher und  bundespolizeilicher Ermittlungen, vor allem in den Jahren 1973, 1987 und 2007. Anfang der 1970er wurden mehrere Mitglieder des Clubs wegen Sprengstoffanschlägen und Überfällen auf die Wohnungen und Clubhäuser verfeindeter Motorradclubs verurteilt.
Der Club gehört zu den größten in der Gegend um Detroit mit etwa einhundert Mitgliedern und weiteren Ortsgruppen („Chaptern“) in Alabama, Florida, Indiana, Kentucky und Tennessee. Ihr Logo ist ein Skelett mit Flügeln, mit einer Motorradmütze und Lederjacke bekleidet. Ihre Clubfarben sind Schwarz und Silber. Das Motto lautet Highwaymen forever, forever Highwaymen, abgekürzt H.F.F.H. und Yea, though we ride the highways in the shadows of death, we fear no evil, for we are the most evil mother fuckers on the highway. (Yea, wenn wir auf der Autobahn in den Schatten des Todes fahren, fürchten wir nichts Böses, denn wir sind die bösesten Mutterficker auf der Autobahn.) James Blake Miller, auch bekannt als Marlboro Marine, ist ein Mitglied der Kentucky Highwaymen. Wie er sind viele seiner dortigen Vereinskameraden Kriegsveteranen, die unter posttraumatischen Belastungsstörungen leiden. Die Highwaymen wurden aus der Detroit Federation of Motorcycle Clubs, die in den 1970ern vom Präsidenten der Outlaws MC gegründet wurde, um Gebietsstreitigkeiten zu verhindern, ausgeschlossen.

## Kriminalität

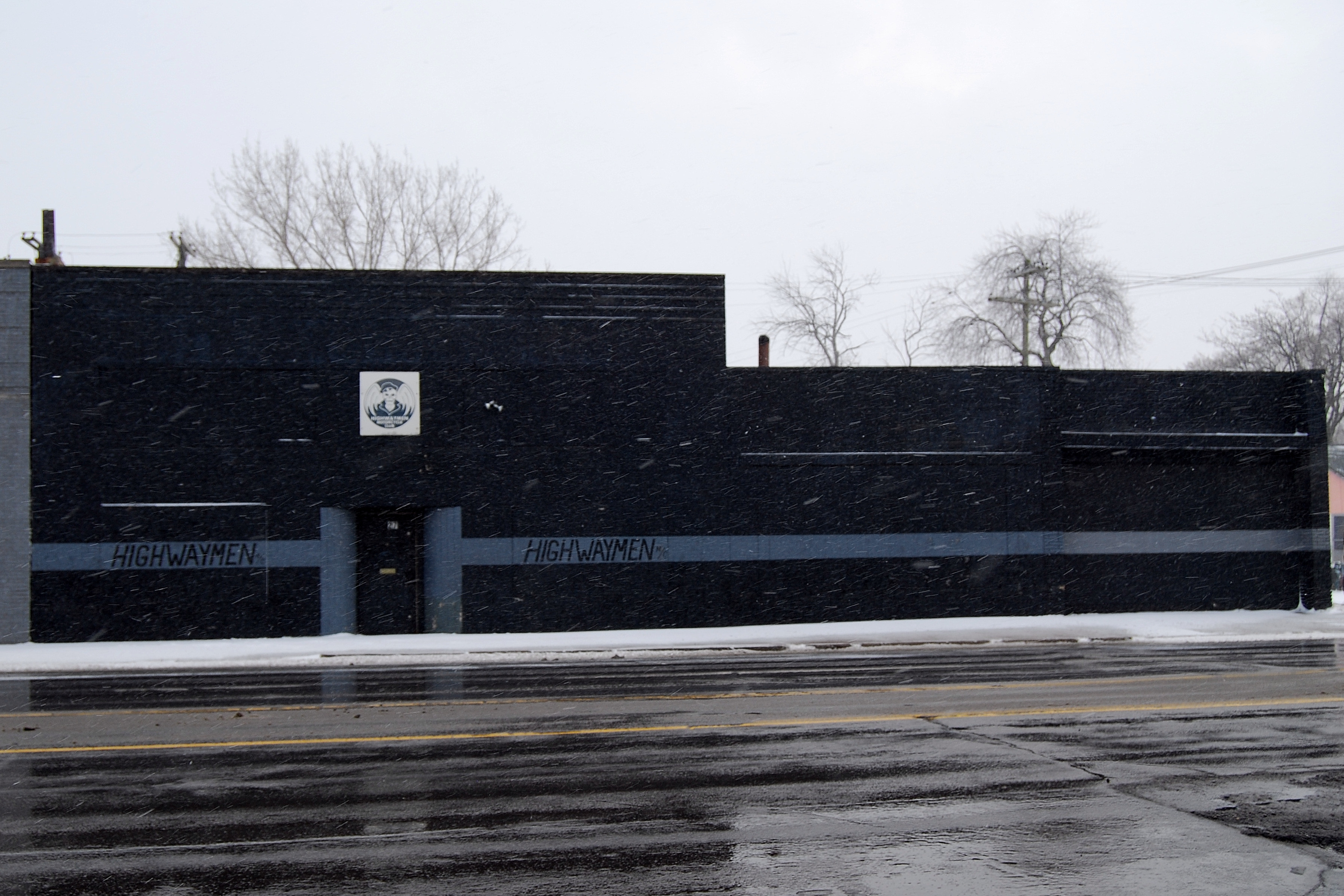
Clubhaus der Detroit Highwaymen

Am 5. Mai 2007 nahm das FBI vierzig Mitglieder und Verbündete des Detroiter Chapters fest. Zu den Anklagepunkten gehörten unter anderem Schmuggel, Auftragsmord, Körperverletzung, Polizeikorruption, Kokainhandel, Fahrzeugdiebstahl, Erpressung und Versicherungsbetrug. 29 illegale Waffen, darunter Scharfschützengewehre, Shotguns und Handfeuerwaffen wurden bei Hausdurchsuchungen in den Wohnungen der Mitglieder und im Clubhaus gefunden. Die Untersuchung dauerte zwei Jahre an. Einer der zwei Informanten wurde ermordet.
Am 13. Juni 2007 wurde Randell Lee McDaniel verhaftet, weil er einen „Chop Shop“ (einen Fahrzeugladen mit gestohlenen Teilen) in Lansing, Michigan betrieb. Die Untersuchung wurde von einer Ermittlungsbehörde in Monroe County geleitet und begann bereits im Oktober 2006. McDaniel wurde schuldig gesprochen ein kriminelles Unternehmen geleitet, Fahrzeugdiebstahl betrieben und illegale Substanzen besessen zu haben.
Am 12. März 2008 wurden vier Polizeibeamte und ein Mitglied der Highwaymen wegen Drogenhandels angeklagt. Dabei handelte es sich um Marihuana und Vicodin. Die Polizeibeamten wurden außerdem der Korruption angeklagt.
2010 wurde das Clubhaus in Detroit durchsucht, das als Drogenumschlagplatz gedient haben soll. Im gleichen Jahr wurden sechs Anführer des Clubs mehrerer Vergehen, unter anderem Verschwörung zum Mord und organisierter Kriminalität schuldig gesprochen. Insgesamt sollen 91 weitere Mitglieder der Highwaymen angeklagt werden.